# Hymenophyllum pedicularifolium
Hymenophyllum pedicularifolium är en hinnbräkenväxtart som beskrevs av Vincenzo de Cesati. Hymenophyllum pedicularifolium ingår i släktet Hymenophyllum och familjen Hymenophyllaceae. Inga underarter finns listade.